# Villa Ernst Louis Kempe
Die Villa für den Wilthener Kaufmann Ernst Louis Kempe liegt im Stadtteil Niederlößnitz der sächsischen Stadt Radebeul, in der Bodelschwinghstraße 8.

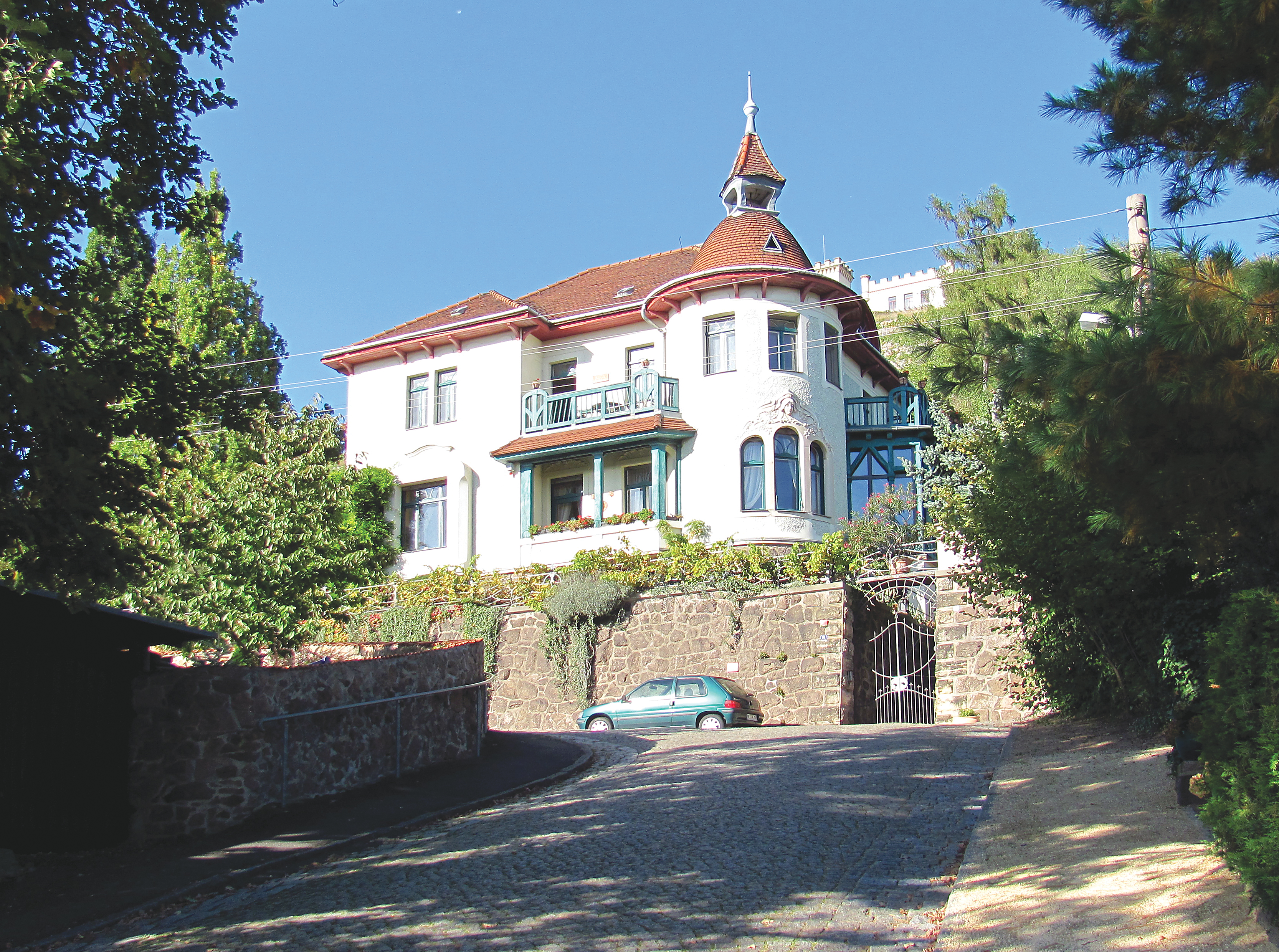
Villa Ernst Louis Kempe

## Beschreibung

Villa Ernst Louis Kempe (Mitte rechts, Postkarte um 1910)

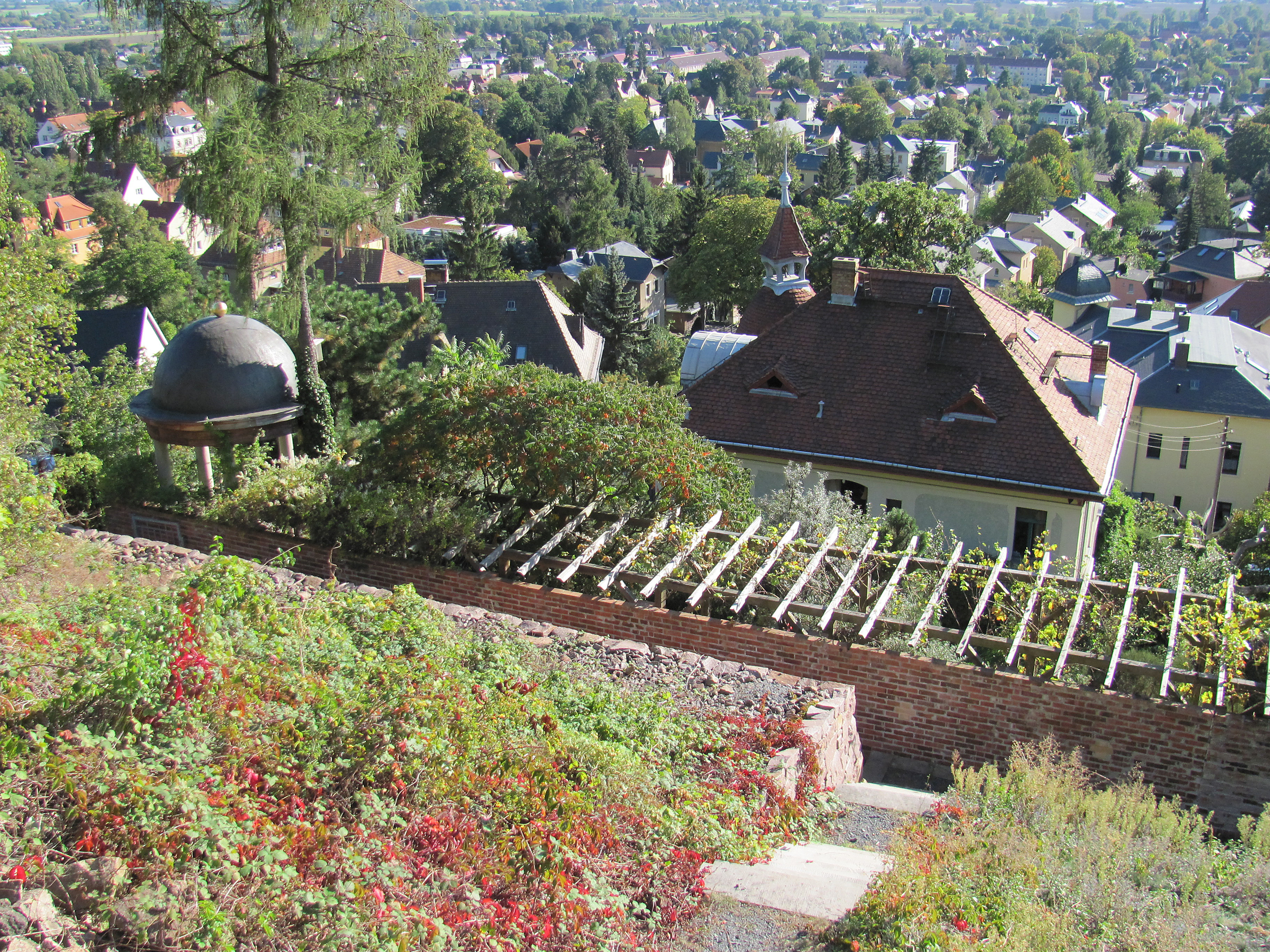
Villa Ernst Louis Kempe: Garten am Fuß des Weinbergs Friedensburg

Die mit Stützmauer einschließlich Einfriedungszaun und Eingangstor sowie Garten unter Denkmalschutz stehende Villa ist „eine der besten Jugendstilvillen Radebeuls“, erbaut in den Jahren 1904/1905, die Einfriedung von 1906.
Das 1994–1996 sanierte, zweigeschossige Gebäude steht in Hanglage inmitten des Denkmalschutzgebiets Historische Weinberglandschaft Radebeul unterhalb der Weinberge (Weinberg Friedensburg), hoch über der durch eine Syenit-Bruchsteinmauer gesicherten Straße. In der Südostecke des Gebäudes steht ein halbrunder Turm mit ebensolcher Haube sowie viereckiger Laterne mit Spitze.
Über dem Bruchstein-Souterraingeschoss erheben sich differenziert verputzte Geschosse, die Wandflächen in Rauputz werden durch schmale Glattputzstreifen an den Gebäudeecken, Traufen und dem Sockelgesims gegliedert. Darüber hinaus werden einige Fenster durch florale oder figürliche Motive betont. Auch die Balkongitter der aus Holz gefertigten Veranden mit Balkon zeigen diese jugendstiligen Ausprägungen.
Auf der Stützmauer befinden sich wellenförmige Gitter als Einfriedung, in der Stützmauer steht ein jugendstiliges Gittertor.
Im ebenfalls denkmalgeschützten Garten zur Villa steht ein großer Schalenbrunnen (denkmalpflegerische Nebenanlage).
Die Eigentümer wurden im Jahr 1997 mit einem Radebeuler Bauherrenpreis in der Kategorie Sanierung ausgezeichnet.